# Stanko Fabris
Stanko Fabris (Split, 7. ožujka 1909. – Zagreb, 30. studenog 1997.) je bio hrvatski arhitekt.

## Životopis
Srednju tehničku školu završio u Splitu 1930. Studirao na Nacionalnoj visokoj školi arhitekture i dekorativnih umjetnosti u Bruxellesu, gdje je 1939. diplomirao u H. van de Veldea. Nakon studija bio zaposlen kao projektant u upravi Primorske banovine u Splitu. Od 1942. radi u građevnom poduzeću Z. Franjetića u Zagrebu, odakle tijekom rata odlazi u partizane. Godine 1945. – 1947. referent je arhitektonskog odsjeka NOO-a u Bjelovaru. Od 1947. živi u Zagrebu te radi u Projektnom zavodu Hrvatske, a od 1954. do umirovljenja 1980. vodi Projektni biro "Zagreb".

## Projekti
Po njegovim su projektima izvedeni stambeni objekti u Splitu (kuća na Dražancu, 1950.; višekatnice na Bačvicama, stambena zgrada na Pavlinovićevu trgu 1953.  1957., stambena zgrada u Bregovitoj 1954. – 1957., 1951. – 1957.; stambeni blok na Solinskoj cesti, 1960.; soliter u Smodlakinoj ul., 1961. – 1962.; šest solitera na Glavičinama, 1962. – 1965.), Zagrebu (višekatnice u Ulici grada Vukovara, 1956.), Nišu u Srbiji (1958.), Podgorici u Crnoj Gori (1962.), Šibeniku, Zadru; javne zgrade: Klinika za tumore (isprva zgrada općine Črnomerec, 1955. – 1967.), administrativna zgrada u Petrinjskoj ul., kbr. 20 (1959.), zgrada HPT-a na Prilazu baruna Filipovića (1962.) i poslovna zgrada (Ferimport) na Trgu maršala Tita (1962.) u Zagrebu, palača pravosudnih ustanova u Splitu u Gundulićevoj (1964. – 1967.); školske zgrade u Buzetu (1947.), Segetu (kraj Trogira, 1958.), Daruvaru (1959.), Gradcu (kraj Drniša, 1959.), Drnišu (1962.), Glini (1963.); mnogi drugi objekti, među kojima vinarije u Drnišu (1955.), Mostaru (1956.), Splitu (u staroj gradskoj luci, 1958. – 1960., suautor D. Vesanović), Visu (1959.), Zadru (1959.), Grudama u Hercegovini (1960.), Metkoviću (1960.), Vrgorcu (1962.), Vršcu u Vojvodini (1963.), Negotinu u Srbiji (1964.), Poreču ("Plava laguna", 1979.), Đakovici na Kosovu (1981.), Osijeku ("Erdut", 1982.), tvornice alkoholnih pića "Badel" u Zagrebu (1969.), "Dalmacijavino" u Splitu (1979.) i "Vrgorka" u Vrgorcu (1982.) te bezalkoholnih pića "Badel" u Zagrebu (1972.) i "Dalmacijavino" u Splitu (1976.).

## Stil
Fabris je sljedbenik načela funkcionalizma i međunarodnoga stila u suvremenoj arhitekturi. Njegove se građevine odlikuju čitkošću konstrukcije i dobrim izborom materijala primjerenih ambijentu. S uspjehom je u krševit dalmatinski krajolik uklopio četverorazrednu osnovnu školu u Segetu, postigavši plastičnost kontrastima kamenih, staklenih i obojenih ožbukanih ploha te peterorazrednu školu u Gradcu, koju karakteriziraju lagane razvedene kamene mase. Po njegovu projektu neko su se vrijeme u Hrvatskoj gradile tipizirane jednorazredne škole s učiteljskim stanom. Prvi je u nas projektirao suvremene industrijske vinarije.

## Osobni život
Bavio se veslanjem. Bio je član splitskoga Gusara, a kao jugoslavenski reprezentativac s klupskim je osmercem osvojio prvo mjesto na europskom prvenstvu 1932. u Beogradu.

## Nagrade
Dobio je nagrade Viktor Kovačić 1967. i nagradu Grada Zagreba 1972., te nagrade za životno djelo "Vladimir Nazor" 1981. i "Viktor Kovačić" 1996.

## Vanjske poveznice
- Fabris, Stanko Hrvatska tehnička enciklopedija, portal hrvatske tehničke baštine. LZMK